# Bodhrán
Il bodhrán (AFI: [ˈbˠəʊɾˠaːnˠ]; in inglese pronunciato invece [ˈbɔrɑːn] oppure [ˈbaʊrɑːn]), al plurale bodhráin o - all'uso inglese - bodhráns, è un tamburo a cornice d'origine irlandese, usato soprattutto nel repertorio della musica popolare irlandese.
Il bodhrán assume la forma di un cilindro sottile, dotato di un'intelaiatura circolare di legno dal diametro variabile tra i 10 e i 26 pollici (da 25,4 a 66 cm) - quelli più comunemente usati sono da 16 o 18 pollici. Il fianco del tamburo è profondo da 9 a 20 cm. Una pelle di capra, talvolta di asino (oggi spesso sostituita da pelli sintetiche o anche da pelle di canguro) viene tesa e fissata su un lato dell'intelaiatura. L'altro lato dell'intelaiatura è scoperto: il suonatore introduce una mano nell'apertura per sorreggere il tamburo e controllarne timbro e intonazione.

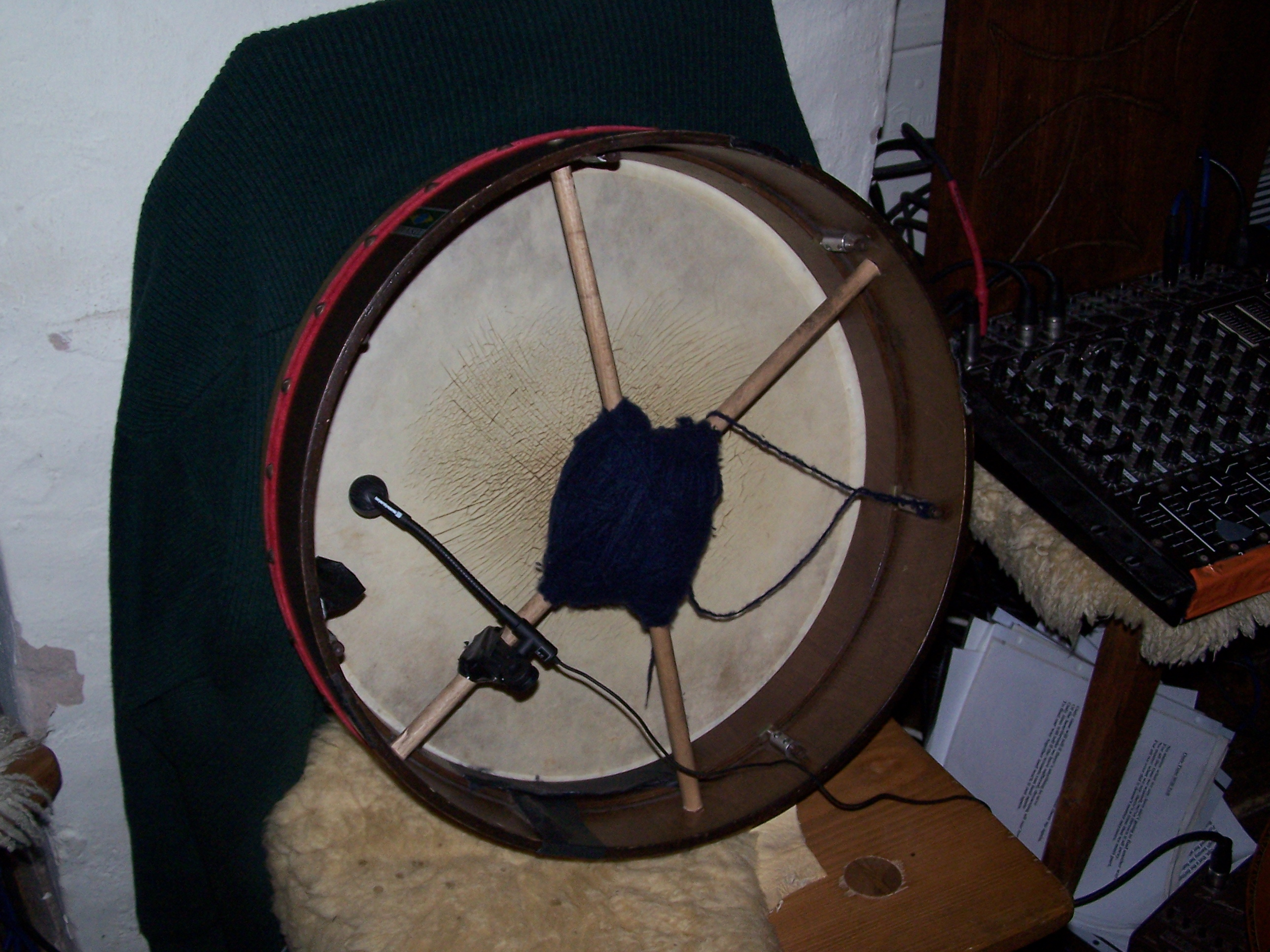
Retro di un bodhrán microfonato e dotato di barre incrociate

A volte all'interno del bodhrán vengono fissate una o due barre incrociate che servono a sostenere lo strumento. Alcuni strumenti professionali hanno un sistema di intonazione meccanica simile a quelli usati nei tamburi della batteria. Il musicista e costruttore irlandese Seamus O'Kane ha brevettato un sistema di tensione tramite una sola vite.
Il bodhrán viene suonato percuotendolo con un piccolo mazzuolo di legno arrotondato ad entrambe le estremità, che il suonatore tiene tra pollice ed indice. Il timbro del bodhrán è grave e trova il suo massimo impiego nelle danze a tempo veloce, tipicamente i reel.

## Origine del nome
Tra le diverse possibili derivazioni del nome si hanno le seguenti:
- bodhrán avrebbe avuto il significato letterale di vassoio di pelle
- il nome potrebbe derivare dalla parola gaelica bodhor che significa dal suono morbido o sordo (in Nicholas Driver, "Bodhran & Bones Tutor", 1978, Suffolk, pubblicato dall'autore)
- il nome potrebbe derivare dalla parola gaelica bodhar (sordo)

## Derivazione dello strumento
Il bodhrán è entrato nella strumentazione della musica irlandese in un periodo relativamente recente, soppiantando completamente il tamburello. Strumenti di struttura simile si ritrovano praticamente in tutte le culture. La forte somiglianza con alcuni tamburi in uso nell'esercito spagnolo ha suggerito l'ipotesi che l'introduzione del bodhrán possa essere avvenuto ad opera di irlandesi che avevano prestato servizio in tale esercito (cosa che accadeva abbastanza di frequente), o che avevano frequentato ex-coscritti incontrati a bordo di mercantili
Altri hanno suggerito che il bodhrán derivi dai vassoi di pelle usati anticamente per trasportare la torba. Uno strumento in tutto simile al bodhrán e chiamato "riddle drum", osservato da Peter Kennedy nelle contee Inglesi del Dorset e del Wiltshire, suggerisce una derivazione comune, anche se non è facile dire quale possa essere stato l'antecedente.

## Diffusione del bodhrán
Non si hanno riferimenti al bodhrán prima del XVII secolo; lo strumento in sé rimase praticamente sconosciuto fino agli anni 1950, quando il rinnovato interesse per la musica irlandese lo fece conoscere ad opera di artisti quali The Clancy Brothers.
Negli anni 1960, gruppi come i Ceoltóirí Chualann e The Chieftains fecero conoscere notevoli specialisti di questo strumento. Negli anni 1970 il bodhrán era ormai ben conosciuto, anche ad opera di virtuosi come Robin Morton (di The Boys of the Lough), Peadar Mercier e Kevin Conneff (The Chieftains), Christy Moore (Planxty) e Johnny "Ringo" McDonagh (De Danann)
Benché tradizionalmente associato all'Irlanda, il bodhrán ha trovato impiego nella musica popolare di altre regioni, e nella musica celtica in generale, soprattutto in Scozia, Cape Breton e Terranova. Nella musica popolare della Cornovaglia è in uso una versione di bodhrán chiamata crowdy crawn.

## Tecnica

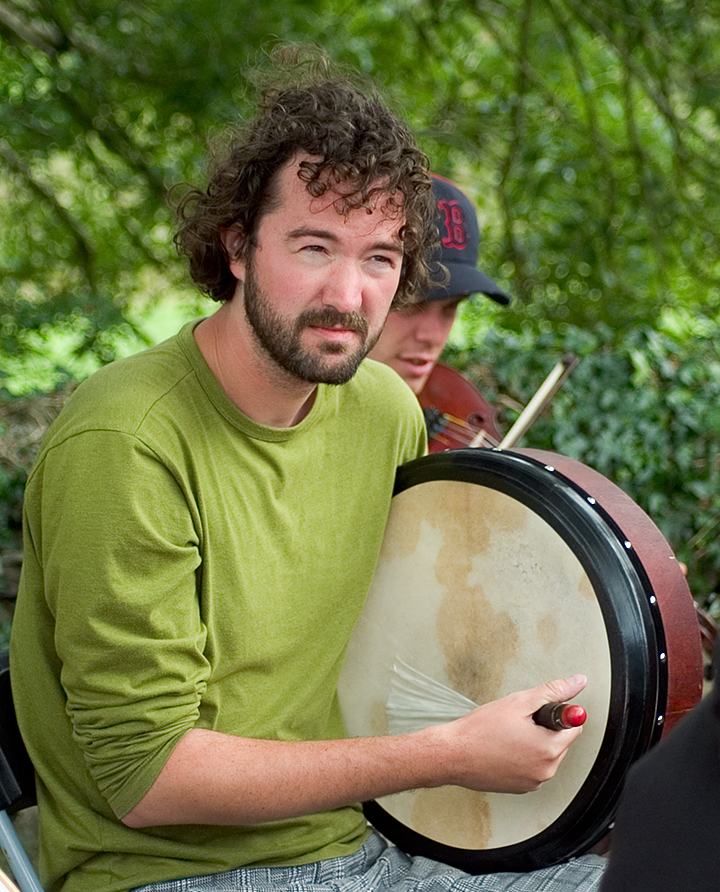
Vincent Pompe van Meerdervoort degli Harmony Glen mentre suona il bodhrán con una spazzola

Il bodhrán si suona da seduti con lo strumento poggiato su una coscia (di solito la sinistra). La mano è infilata all'interno dello strumento, e controlla la tensione della pelle (e quindi l'intonazione dello strumento) tramite la pressione delle dita o dell'intera mano. La tensione cambia comunque in relazione alla temperatura e all'umidità presente nell'aria che può tendere o rilassare la pelle, perciò un esperto suonatore di bodhrán si riconosce per la capacità di portare e mantenere lo strumento alle condizioni ottimali inumidendo, o asciugando, a seconda dei casi, la pelle stessa.
La mano destra percuote lo strumento usando una bacchetta tornita e arrotondata alle estremità, chiamata "tipper", "beater", o "cipín", anticamente ottenuti da un osso di foggia appropriata, e oggi costruiti di legno duro; si usano anche bacchette a forma di spazzola. Esistono diversi stili, associati alle diverse regioni d'Irlanda: uno dei più popolari, quello di Kerry, usa entrambe le estremità del tipper; lo stile di Limerick ne utilizza invece una sola estremità.
John-Joe Kelly, dei Flook, è uno dei principali esponenti dello stile detto "top-end" che usa strumenti piccoli, con una pelle più sottile preparata allo stesso modo di quella di un Lambeg drum (il tamburo da parata irlandese).
L'uso del bodhrán in ambiti non tradizionali e nella world music in generale, ha poi portato strumentisti come Lorcan Mac Muiris, Glen Velez, John Bergamo a esplorare sullo strumento tecniche percussive derivate dalle tradizioni jazz, europee, africane e asiatiche.

## Strumentisti

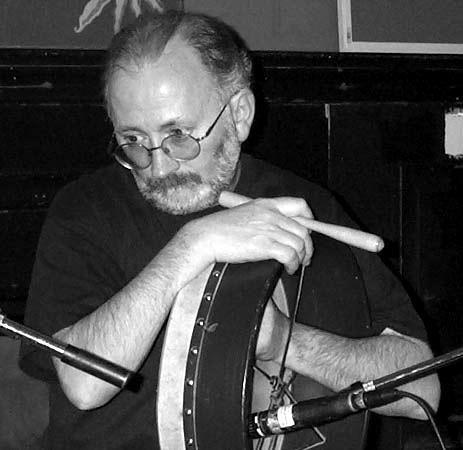
Fergus O'Byrne

Alcuni tra i più noti suonatori di bodhrán sono:
- Vincent Pompe van Meerdervoort (Harmony Glen)
- Fergus O'Byrne (Ryan's Fancy)
- John-Joe Kelly (Flook)
- Caroline Corr (dei The Corrs)
- Ruth Moody dei The Wailin' Jennys
- Robin Morton (di The Boys of the Lough)
- Peadar Mercier (The Chieftains)
- Kevin Conneff (The Chieftains)
- Christy Moore (Planxty)
- Johnny "Ringo" McDonagh (De Danann)